# Vieillespesse
Vieillespesse település Franciaországban, Cantal megyében. Lakosainak száma 261 fő (2022. január 1.). Vieillespesse Coren, Lastic, Mentières, Rézentières, Saint-Mary-le-Plain, Saint-Poncy és Tiviers községekkel határos.

## Népesség
A település népessége az elmúlt években az alábbi módon változott:
| Lakosok száma | 347  | 302  | 254  | 252  | 268  | 266  | 248  | 244  | 241  | 261  |
|               | 1968 | 1982 | 1990 | 2006 | 2013 | 2015 | 2017 | 2019 | 2020 | 2022 |